# Rudolf Schubert
Rudolf Schubert byl československý politik německé národnosti a senátor za Komunistickou stranu Československa.

## Biografie
V parlamentních volbách v roce 1925 získal za KSČ senátorské křeslo v Národním shromáždění. Mandát mu ale byl odejmut v roce 1926 rozhodnutím volebního soudu, protože nezískal ověření pro svou volbu. Místo něj pak jako náhradník nastoupil Emanuel Kučera.
Profesí byl pokladníkem v Kadani.